# Elina Danielian
Elina Danielian (en armeni: Էլինա Դանիելյան); nascuda a Bakú el 16 d'agost de 1978) és una jugadora d'escacs armènia, que té el títol de Gran Mestre des de 2010. El 2003 fou guardonada amb la medalla Khorenatsi, i nominada al premi del millor esportista d'Armènia.
A la llista d'Elo de la FIDE del gener de 2022, hi tenia un Elo de 2441 punts, cosa que en feia la jugadora femenina número 1 (en actiu) d'Armènia, el jugador número 26 al rànquing absolut del país, i la 31a millor jugadora al rànquing mundial femení. El seu màxim Elo va ser de 2521 punts, a la llista de juliol de 2001 (posició 703 al rànquing mundial absolut).

## Resultats destacats en competició
Ha estat sis cops campiona femenina d'Armènia.
El 1992 es proclamà a Campiona del món femenina Sub-14 a Duisburg. El 1993 es proclamà Campiona del món femenina Sub-16, a Bratislava.
El 2006 fou segona a la secció femenina del Torneig d'escacs Acropolis (la campiona fou Salome Melia.
El març de 2011, empatà amb Koneru Humpy al primer lloc al torneig Grand Prix femení de la FIDE 2009–2011 a Doha, Qatar.
El 2011 va guanyar la medalla de bronze al Campionat d'Europa femeni individual celebrat a Tbilisi, fent 8/11 punts.
El 2017, fou setena al Campionat d'Europa femení a Riga (la campiona fou Nana Dzagnidze).

### Participació en competicions per equips
Danielian va formar part de l'equip armeni que va guanyar la medalla d'or al 5è Campionat d'Europa per equips femení a Plòvdiv 2003.